# Selfoss (miasto)

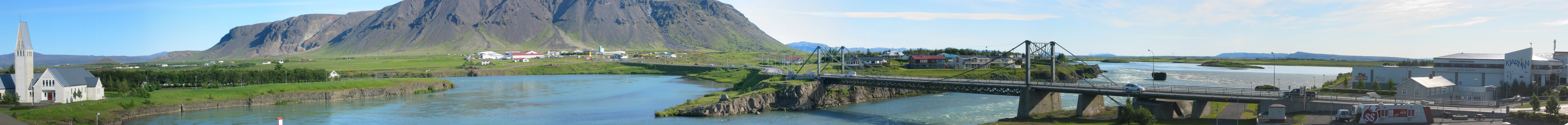
Panorama

Selfoss – miasto w południowo-zachodniej Islandii nad rzeką Ölfusá, przy drodze nr 1 pomiędzy Hveragerði a Hellą, około 60 km na południowy wschód od Reykjavíku. Stanowi siedzibę gminy Árborg, wchodzącej w skład regionu Suðurland. Na początku 2018 roku zamieszkiwało je 7600 osób – największe miasto w regionie Suðurland.
Na cmentarzu w pobliżu tego miasta pochowany został mistrz świata w szachach Robert Fischer.
W mieście rozwinął się przemysł spożywczy.